# Wappen Puerto Ricos
Das Wappen Puerto Ricos (spanisch Escudo de Puerto Rico) wurde 1511 von der spanischen Krone erteilt und zählt damit zu den ältesten noch verwendeten Wappen in Nord- und Südamerika. Der Freistaat Puerto Rico ist ein Außengebiet der Vereinigten Staaten.

## Blasonierung
Das Wappen zeigt im grünen Wappenschild mit rot-weiß gestückten Bord auf einem roten geschlossenen Buch mit goldenen Seiten und sieben an roten Schnüren hängenden silbernen Siegeln ein liegendes Schaf mit Heiligenschein und Kirchenfahne als Agnus Dei.
Im weißen Bordstück wechseln ein goldenes Jerusalemkreuz als beseitetes Kruckenkreuz mit einem blauen rotbewehrten und rotgezungten goldgekrönten Löwen. Im roten Bordstück wechseln ein goldenes Kastell mit drei gezinnten Türmen und blauen Fenstern mit einer rot-weißen gevierten Fahne mit goldener Fahnenstange. Auf der Fahne wiederholt sich der Löwe und das Kastell.
Auf dem Schild ruht eine goldene Blätterkrone. Rechts neben dem Schild ein goldenes F und links ein ebenso gefärbtes Y. Beide Buchstaben sind goldgekrönt. Am Schildfuß rechts ein goldenes Joch und links ein Bündel mit fünf goldenen Pfeilen, die mit den Spitzen nach unten zeigen.
Ein silbernes Band unter dem Schild mit der Devise in schwarzen lateinischen Majuskeln „JOANNES EST NOMEN EJUS“. (Sein Name ist Johannes, Lk.1,63).

## Bedeutung
Das zentrale Motiv verweist auf die Offenbarung des Johannes, wo Christus als unschuldig geopfertes Gotteslamm als einziger in der Lage ist, Gottes siebenfach versiegeltes Buch zu öffnen, was das Ende der Welt auslöst. Buch und Lamm sind in der seit dem Mittelalter üblich gewordenen Ikonografie dargestellt: Das Buch als modernes Buch (Kodex), nicht als Schriftrolle, das Lamm nicht wie in der Textvorlage mit sieben Hörnern und Augen, sondern nach der Natur, dafür mit Kirchenfahne und Heiligenschein ausgestattet.
Mit Ausnahme dieses zentralen Motivs und des Mottos verweisen alle heraldischen Symbole auf die „Katholischen Könige“ Isabella von Kastilien und Ferdinand von Aragón: Die Burg als Wappen Kastiliens, der Löwe als Wappen Leóns gehören seit ihrer Zeit zum spanischen Königswappen; damals gehörten auch die Initialen Ferdinands und Isabellas sowie Joch und Pfeilbündel dazu, und das durch das fünffache Kreuz repräsentierte Königreich Jerusalem wurde von Ferdinand beansprucht und nach dem Tod Isabellas 1504 im Wappen geführt. Zu der Zeit dieser Könige wurde Puerto Rico 1493 entdeckt und dieses Wappen 1511 erstmals verliehen; schon bald nach der Unabhängigkeit wurde es 1905 erneut eingeführt und 1976 auf die heutige Form festgelegt. Die Devise verweist auf Johannes den Täufer, den Namenspatron der Insel.

## Gebrauch
Das traditionelle Wappen wird auf offiziellen Siegeln verwendet, allerdings wurden dabei religiöse Elemente entfernt. Auf dem Siegel wurde der Heiligenschein des Lamms und das rote Kreuz auf dem Banner, den es trägt, entfernt. Die Siegel des Buches (die zuvor das Buch der Offenbarung symbolisierten) wurden weggelassen. Das offizielle Siegel des Gouverneurs von Puerto Rico orientiert sich an dem offiziellen Staatssiegel des Präsidenten der Vereinigten Staaten. Dabei gibt es verschiedene Variationen des Siegels.

Siegel des Gouverneurs von Puerto Rico
Eine Variante des Gouverneursiegels
Siegel des Gouverneur Elect

Es gibt verschiedene Siegel für die einzelnen Bereiche der puerto-ricanischen Regierung.

Siegel des Secretary of State von Puerto Rico
Siegel der Legislativversammlung von Puerto Rico
Siegel des Repräsentantenhauses von Puerto Rico
Siegel des puerto-ricanischen Senats
Eine Variante des Senatsiegels